# Élections législatives de 1951 en Polynésie française
Les élections législatives françaises de 1951 se tiennent le 17 juin. Ce sont les deuxièmes élections législatives de la Quatrième République.

## Mode de scrutin
Le mode d'élection choisit pour ce département est le scrutin uninominal à un tour.
Dans le territoire des Établissements français de l'Océanie, un seul député est à élire.

## Élus
| Député sortant | Parti | Parti | Député élu ou réélu | Parti | Parti |
| -------------- | ----- | ----- | ------------------- | ----- | ----- |
| Pouvanaa Oopa  |       | RDPT  | Pouvanaa Oopa       |       | RDPT  |

## Résultats

### Résultats à l'échelle du département
|          | RDPT     | Pouvanaa Oopa *             | 12 096 | 70,15  |  |  |
|          |          | Émile Vernaudon             | 2 171  | 12,60  |  |  |
|          |          | Henri Vaehuarii Hoppenstedt | 1 584  | 9,19   |  |  |
|          |          | Francis Sanford             | 986    | 5,72   |  |  |
|          |          | Alexis Bernast              | 391    | 2,27   |  |  |
|          |          |                             |        |        |  |  |
| Inscrits | Inscrits | Inscrits                    | 22 957 | 100,00 |  |  |
| Votants  | Votants  | Votants                     | 17 318 | 75,44  |  |  |
| Exprimés | Exprimés | Exprimés                    | 17 228 | 99,48  |  |  |